# Akademie der Kulturellen Bildung des Bundes und des Landes NRW
Die Akademie der Kulturellen Bildung des Bundes und des Landes NRW (bis 2016 Akademie Remscheid) ist das bundes- und landeszentrale Institut für kulturelle Jugendbildung in Deutschland. Sie wird von einem gemeinnützigen Verein getragen, in dem die Praxisfelder der kulturellen Bildung und der Kinder- und Jugendförderung repräsentiert sind.
Sie befindet sich im Remscheider Ortsteil Küppelstein.

## Geschichte und Auftrag
Auftrag und Ziel ist die kultur- und medienpädagogische Qualifizierung von Fachkräften der Jugend-, Bildungs- und Kulturarbeit, die Beratung von Institutionen und Organisationen sowie die Entwicklung neuer Praxismodelle. 1958 wurde die Akademie Remscheid eröffnet. 2016 erfolgte die Umbenennung in Akademie der Kulturellen Bildung des Bundes und des Landes NRW.
Sie ist Anbieter von berufsbegleitenden Fortbildungen, beruflichen Qualifizierungen, Werkstattkursen und Seminaren im Bereich der kulturellen Bildung. Die Akademie veranstaltet internationale Tagungen, ein Spielkulturfestival (vormals: Spielmarkt) sowie ein Erzählfestival.
Die Akademie wird vom Bundesministerium für Familie, Senioren, Frauen und Jugend und vom Ministerium für Kinder, Familie, Flüchtlinge und Integration des Landes Nordrhein-Westfalen gefördert. Die Akademie ist Sitz bzw. Rechtsträger des Kinder- und Jugendfilmzentrums in Deutschland, der Arbeitsstelle Kulturelle Bildung NRW e. V., des Deutschen Bundesverbandes Tanz e. V., der Landesarbeitsgemeinschaft Musik NRW e. V. und der Landesarbeitsgemeinschaft Tanz NRW e. V.
Seit dem 1. Juli 2025 ist Sonja Baumhauer die Direktorin der Akademie.

## Fachbereiche der Akademie
- Baukultur: Kawthar El-Qasem[3]
- Bildende Kunst: Brigitte Dietze[4]
- Kulturelle Bildung: Sonja Baumhauer[5]
- Künstlerisch-Systemisch: Sandra Anklam, Thomas Reyer[6]
- Literatur & Sprache: Sascha Pranschke[7]
- Medien: Horst Pohlmann[8]
- Musik: Herbert Fiedler[9]
- Performance: Sandra Anklam, Brigitte Dietze[10]
- Sozialpsychologie & Beratung: Thomas Reyer[11]
- Spiel: Susanne Endres, Nadine Rousseau[12]
- Tanz: Felix Berner[13]
- Theater: Sandra Anklam[14]